# Heinrich Laretei
Heinrich Laretei (* 23. Dezember 1891jul. / 4. Januar 1892greg. in Õisu, Gouvernement Livland; † 3. April 1973 in Stockholm) war ein estnischer Politiker und Diplomat.

## Frühe Jahre
Heinrich Laretei wurde in die Familie eines Schusters geboren. Er besuchte die Schule in Pärnu, wo er 1913 sein Abitur machte. Anschließend begann er sein Studium an der Universität Sankt Petersburg.
Laretei nahm von 1914 bis 1917 als Freiwilliger in der zaristischen Armee am Ersten Weltkrieg teil.
1917/18 war Laretei Sekretär des Estnischen Komitees in Petrograd und Vorsitzender des Zentralkomitees der estnischen Soldaten (Eesti Sõjaväelaste Keskkomitee) in der russischen Hauptstadt.
Von 1918 bis 1920 diente er im Estnischen Freiheitskrieg gegen Sowjetrussland, zuletzt als Divisionskommandeur. Im Krieg fiel sein Bruder Oskar (1894–1920).

## Politik
Ab 1921 war Laretei für zwei Jahre in der Wirtschafts-Redaktion der Tartuer Zeitung Postimees beschäftigt, 1923/24 bei der Zeitung Vaba Eesti. Laretei schloss 1923 sein Studium an der Wirtschaftswissenschaftlichen Fakultät der Universität Tartu ab.
Anschließend ging er in die aktive Politik. Er war ab 1923 für zwei Legislaturperioden Abgeordneter im estnischen Parlament (Riigikogu). Laretei gehörte zunächst der Klein-Partei „Union der demobilisierten Soldaten Estlands“ (Eesti Demobiliseeritud Sõjaväelaste Liit) an, dann ab 1924 dem „Siedlerbund“. Die Agrarpartei vertrat vor allem die Interessen der kleinen Landwirte. Er war von Dezember 1925 bis Juli 1926 Landwirtschaftsminister im Kabinett von Staats- und Regierungschef Jaan Teemant. Dem Nachfolgekabinett gehörte er bis November 1926 als estnischer Innenminister an.

## Diplomatie
Nach seinem Ausscheiden aus der Regierung ging Laretei in den diplomatischen Dienst seines Landes. Von November 1926 bis 1928 war er estnischer Gesandter in Moskau, nachdem sein Vorgänger Aadu Birk wohl einem sowjetischen Komplott zum Opfer gefallen war.
Von Mai 1928 bis 1931 vertrat Laretei die Republik Estland im litauischen Kaunas. Anschließend kehrte er nach Tallinn zurück. Dort war er bis 1936 Leiter der politischen Abteilung des estnischen Außenministeriums. Im August 1936 ging er als Gesandter nach Stockholm. Er war gleichzeitig in Dänemark und Norwegen akkreditiert.
Nach der sowjetischen Besetzung Estlands im Sommer 1940 weigerte sich Laretei, dem Aufruf der neuen Machthaber zur Rückkehr Folge zu leisten. Er blieb bis zu seinem Lebensende im schwedischen Exil. In der Estnischen SSR wurde er in Abwesenheit zum Tode verurteilt. Die Eltern von Heinrich Laretei, Hans (1864–1942) und Anna (geb. Tikko, 1872–?), wurden im Juni 1941 ins Innere Russlands deportiert. Sie starben kurz darauf in Sibirien.

## Exil
Laretei betrieb im schwedischen Södertälje ein Gärtnereigeschäft. Daneben war er in der estnischen Exilgemeinde aktiv. Ab 1964 war er geschäftsführender Redakteur der estnischen Exilzeitschrift Välis-Eesti, die von 1944 bis 1995 in Stockholm erschien.
1970 veröffentlichte Heinrich Laretei in Lund seine Memoiren unter dem Titel Saatuse mängukanniks. Mällu jäänud märkmeid. Sie erschienen 1991 auch auf Schwedisch als Ödets leksak. Memoarer. Heinrich Laretei liegt auf dem Waldfriedhof (Skogskyrkogården) von Stockholm begraben.

## Privatleben
Heinrich Laretei war mit Alma Kollist (1895–1974) verheiratet. Das Paar hatte zwei Töchter: die Modedesignerin Maimu Evéquoz-Laretei (1920–2012) und die Konzertpianistin Alma Käbi Laretei (1922–2014).